# Panicum bambusiculme
Panicum bambusiculme är en gräsart som beskrevs av Ib Friis och Vollesen. Panicum bambusiculme ingår i släktet vipphirser, och familjen gräs. Inga underarter finns listade i Catalogue of Life.